# Быстрица (приток Онды)
Быстрица — река в России, протекает по территории Чернопорожского и Идельского сельских поселений Сегежского района Республики Карелии. Длина реки — 13 км, площадь водосборного бассейна — 336 км².
Река берёт начало из Кучозера на высоте 113,6 м над уровнем моря.
Течёт преимущественно в юго-восточном направлении по заболоченной местности. В верхнем течении протекает через озеро Шура-Ламбину и имеет правый приток, вытекающий из озера Большого Шолиоламби.
Река в общей сложности имеет 16 притоков суммарной длиной 26 км.
Втекает на высоте 110,6 м над уровнем моря впадающую в реку Сегежу, которая, в свою очередь, впадает в Выгозеро.
Населённые пункты на реке отсутствуют.
Код объекта в государственном водном реестре — 02020001312102000006390.